# Clinoungemachite
La clinoungemachite è un minerale.